# Ibrahima Momodou Garba-Jahumpa
Ne doit pas être confondu avec Bala Garba Jahumpa.
Ibrahima Momodou Garba-Jahumpa (né le 22 novembre 1912 à Banjul en Gambie et mort en 1994) est un homme politique, enseignant et un syndicaliste.

## Biographie
Ibrahima Momodou Garba-Jahumpa est né le 22 novembre 1912 à Banjul,. Il est le fils de Momodou Jahumpa, armateur et personnage principal de la Société locale musulmane, dont la famille avait émigré du Sénégal en 1816. Il a fréquenté la Mohammedan School à Bathurst entre 1925 et 1930 avant d'obtenir une bourse d'études gouvernementale pour la High School de St. Augustine.